# Skilanglauf-South-America-Cup 2024
Der Skilanglauf-South-America-Cup 2024 war eine von der FIS organisierte Wettkampfserie, die zum Unterbau des Skilanglauf-Weltcups 2024/25 gehörte. Sie begann am 31. August 2024 in Cerro Catedral und endete am 12. September 2024 im Skigebiet Corralco. Es fanden insgesamt vier Rennen an zwei Orten statt. Die Gesamtwertung der Männer gewann Franco Dal Farra und bei den Frauen war Nahiara Díaz erfolgreich.

## Männer

### Resultate
| Datum              | Austragungsort | Disziplin        | Sieger           | Zweiter             | Dritter             |
| ------------------ | -------------- | ---------------- | ---------------- | ------------------- | ------------------- |
| 31. August 2024    | Cerro Catedral | Sprint klassisch | Franco Dal Farra | Mateo Lorenzo Sauma | Izidor Karničar     |
| 2. September 2024  | Cerro Catedral | 10 km Freistil   | Franco Dal Farra | Mateo Lorenzo Sauma | Izidor Karničar     |
| 11. September 2024 | Corralco       | 10 km Freistil   | Franco Dal Farra | Sebastian Endrestad | Mateo Lorenzo Sauma |
| 12. September 2024 | Corralco       | Sprint Freistil  | Franco Dal Farra | Mateo Lorenzo Sauma | Sebastian Endrestad |

### Gesamtwertung Männer
| Endstand (Top 10) |                           |        |
| \| Rang \| Name \| Punkte \| \| ---- \| ------------------------- \| ------ \| \| 1. \| Franco Dal Farra \| 400 \| \| 2. \| Mateo Lorenzo Sauma \| 300 \| \| 3. \| Justo Pastor Estévez \| 185 \| \| 4. \| Nahuel Exequiel Torres \| 175 \| \| 5. \| Sebastian Endrestad \| 140 \| \| 6. \| Martín Flores \| 140 \| \| 7. \| Izidor Karničar \| 120 \| \| 8. \| Stanzin Lundup \| 108 \| \| 9. \| Nicolás Cornejo \| 99 \| \| 10. \| Valentín Sánchez Prebisch \| 72 \| |                           |        |
| Rang | Name                      | Punkte |
| 1. | Franco Dal Farra          | 400    |
| 2. | Mateo Lorenzo Sauma       | 300    |
| 3. | Justo Pastor Estévez      | 185    |
| 4. | Nahuel Exequiel Torres    | 175    |
| 5. | Sebastian Endrestad       | 140    |
| 6. | Martín Flores             | 140    |
| 7. | Izidor Karničar           | 120    |
| 8. | Stanzin Lundup            | 108    |
| 9. | Nicolás Cornejo           | 99     |
| 10. | Valentín Sánchez Prebisch | 72     |

## Frauen

### Resultate
| Datum              | Austragungsort | Disziplin        | Sieger                      | Zweiter            | Dritter                     |
| ------------------ | -------------- | ---------------- | --------------------------- | ------------------ | --------------------------- |
| 31. August 2024    | Cerro Catedral | Sprint klassisch | Maira Sofía Fernández Righi | Nahiara Díaz       | Agustina Groetzner          |
| 2. September 2024  | Cerro Catedral | 5 km Freistil    | Nahiara Díaz                | Agustina Groetzner | Mirlene Picin Mika          |
| 11. September 2024 | Corralco       | 7,5 km Freistil  | Agustina Groetzner          | Mirlene Picin Mika | Nahiara Díaz                |
| 12. September 2024 | Corralco       | Sprint Freistil  | Nahiara Díaz                | Agustina Groetzner | Maira Sofía Fernández Righi |

### Gesamtwertung Frauen
| Endstand (Top 10) |                             |        |
| \| Rang \| Name \| Punkte \| \| ---- \| --------------------------- \| ------ \| \| 1. \| Nahiara Díaz \| 340 \| \| 2. \| Agustina Groetzner \| 320 \| \| 3. \| Maira Sofía Fernández Righi \| 260 \| \| 4. \| Mirlene Picin Mika \| 216 \| \| 5. \| Paloma Angelino Saquero \| 181 \| \| 6. \| Victoria Richter Baratcabal \| 170 \| \| 7. \| Martina Flores \| 157 \| \| 8. \| Estefanía Belén Fuentes \| 64 \| \| 9. \| Sofía Casanova \| 55 \| \| 10. \| Constanza Casanova \| 55 \| |                             |        |
| Rang | Name                        | Punkte |
| 1. | Nahiara Díaz                | 340    |
| 2. | Agustina Groetzner          | 320    |
| 3. | Maira Sofía Fernández Righi | 260    |
| 4. | Mirlene Picin Mika          | 216    |
| 5. | Paloma Angelino Saquero     | 181    |
| 6. | Victoria Richter Baratcabal | 170    |
| 7. | Martina Flores              | 157    |
| 8. | Estefanía Belén Fuentes     | 64     |
| 9. | Sofía Casanova              | 55     |
| 10. | Constanza Casanova          | 55     |